# Julie Pietri
Pour les articles homonymes, voir Piétri.
Julie Pietri, de son vrai nom Nicole Pietri, née le 1er mai 1955, à Douera dans la banlieue d'Alger (rapatriée d'Algérie en 1962), est une chanteuse et actrice française, membre de la Bande à Basile dans les années 1970 et auteure de plusieurs succès, notamment Ève lève-toi, numéro 1 du Top 50 en novembre 1986.
La carrière de Julie Pietri a connu des succès avant et après Ève lève-toi : Magdalena, Je veux croire,  Et c'est comme si, Amoureux fous en duo avec Herbert Léonard, Nouvelle vie, Canto di Sorenza, Si on parlait de ma vie, etc.
Considérée comme une « égérie des années 1980 », Julie Pietri a traversé plus discrètement les années 1990, notamment pour se consacrer à l'éducation de sa fille, avant de connaître un regain de popularité à partir des années 2000. Dans les années 2010, elle participe aux tournées Âge tendre et Têtes de bois et Stars 80.

## Biographie

### Enfance et adolescence (1955-1975)
Julie Pietri passe la première partie de son enfance en Algérie française, au moment où éclate l'insurrection indépendantiste. Avec ses parents, Xavier et Denise, et son grand frère Jean, elle sera témoin des horreurs de la guerre d'Algérie. Durant l'été 1962, en raison de l’indépendance acquise par le pays, la famille Pietri fait partie des centaines de milliers de Français qui s'exilent en France métropolitaine. Elle s'installe pendant quelque temps au Petit-Quevilly, dans la banlieue de Rouen, Xavier Pietri ayant trouvé un emploi de commercial dans l'agronomie. Début 1963, ce dernier est muté à Casablanca. Il se voit proposer un poste de directeur commercial pour le Maroc. La famille Pietri retourne alors vivre en Afrique du Nord durant presque quatre ans. C'est au Pecq, près Saint-Germain-en-Laye, qu'elle finira par s'installer définitivement.
Adolescente, Julie est sensibilisée à la musique par le biais de son frère qui l'emmène fréquemment à des concerts, notamment dans des clubs de jazz,.
Au cours de cette période, elle choisit de remplacer son premier prénom, Nicole, par son deuxième, Juliette ; ce prénom est celui de sa grand-mère paternelle à laquelle elle voue une grande admiration. Un peu plus tard, Juliette laisse la place à Julie.
Lycéenne, elle rejoint un groupe de musique baptisé « Julie + Transit » avec lequel elle va roder sa voix sur les chansons de, entre autres, Véronique Sanson, Janis Joplin ou Joe Cocker.
À dix-huit ans, elle passe le baccalauréat, puis entre en faculté de médecine à Paris (à la Salpêtrière) pour y suivre des études d'orthophonie,.
Elle enregistre son premier 45 tours en 1975 avec Transit : On s'est laissé faire, adaptation française d'un succès de John Denver (Annie's Song),.

### La Bande à Basile (1976-1979)
C'est au cours de sa dernière année d'études que Julie Pietri signe son premier contrat d'artiste, en 1976. À l'issue d'une audition, avec la chanson Vancouver de Véronique Sanson, elle intègre en effet La Bande à Basile, production de Claude-Michel Schönberg et Alain Boublil. Dans ce groupe de musique pour enfants (à l'origine), dont les costumes sont en partie inspirés de la Commedia dell'arte, elle jouera le rôle d'une gitane. Elle termine néanmoins ses études, décroche son diplôme d'orthophoniste et conjugue en même temps cours de danse et enregistrements studio.
Le succès du groupe est au rendez-vous avec des titres comme Les Chansons françaises et surtout La Chenille, en 1977. C'est ainsi que Julie se produit sur la scène de l'Olympia grâce à Salvatore Adamo qui invite le groupe à assurer la première partie de son spectacle.

### Débuts en solo et premiers succès (1979-1985)
Remarquée au sein de la Bande à Basile, Julie Pietri est sollicitée en 1979 par le label CBS (aujourd'hui Sony Music) pour interpréter la chanson Magdalena. Cette ballade teintée de rythmiques latino-américaines remporte un vif succès et atteint la 6e place des meilleures ventes,. Il permet à la chanteuse d'enregistrer en 1980 son premier album, Julie, avec la contribution du chanteur-compositeur Jean Schultheis et du parolier Jean-Marie Moreau. En 1981, elle monte pour la première fois en solo sur la scène de l'Olympia grâce à Sacha Distel. Séduit par la voix de la jeune chanteuse, il l'invite en effet à participer à son spectacle et à chanter avec lui deux titres en duo (dont la chanson Un homme et une femme),. La même année, elle signe un contrat chez Carrère, le premier producteur de Sheila.
En 1982, Julie Pietri rencontre à nouveau un grand succès avec le titre Je veux croire, une chanson rythmée post-disco aux accents gospel. Elle décide ensuite de se lancer dans l'écriture de son premier texte et choisit d'adapter en français I Go to Sleep du groupe The Kinks, titre repris à l'époque par Chrissie Hynde et les Pretenders. La chanson s'intitule Et c’est comme si et devient également l'une de ses meilleures ventes.
Au printemps 1983, Julie Pietri émet une idée à son producteur : adapter en français une chanson de blues américaine pour la chanter en duo avec un homme. Convaincu, Claude Carrère fait appel à l'équipe artistique du chanteur Herbert Léonard. Celle-ci lui propose d'enregistrer plutôt un titre inédit. Bien que le texte ne séduise pas Julie, elle accepte de marier sa voix à celle d'Herbert Léonard. Les deux artistes forment alors en musique le couple d'Amoureux fous, slow signé Vline Buggy pour les paroles et Julien Lepers pour la musique. Leur duo romantique reçoit un excellent accueil du public et devient l'un des tubes de l'été 1983, ce qui les amène à partir en tournée à travers la France l'année suivante. La naissance d'un album en commun est envisagée mais Julie préfère en rester là, ayant l'intention de chanter des textes plus personnels.
Durant l'année 1984, elle fonde sa propre ligne de maquillage et en assure la promotion tout en poursuivant les enregistrements de 45 tours (Dernier appel, Tora Tora Tora, À force de toi…).
En 1985, elle devient temporairement animatrice d'une rubrique hebdomadaire sur le maquillage dans l'émission de Christophe Dechavanne C'est encore mieux l'après-midi. En octobre, Julie enregistre avec un groupe de vingt-quatre chanteuses dont Barbara, Jane Birkin, Nicole Croisille, Alice Dona, Nicoletta ou encore Michèle Torr, La chanson de la vie pour l'association caritative CARE France, au profit des femmes du Sahel. À la fin de ce même mois, elle se produit à nouveau à l'Olympia, en première partie de Frédéric François et avec pour metteur en scène Guesch Patti. Une adaptation française de la chanson Apartheid (signée Roy Young) est également enregistrée par Julie sous le titre Pretoria mais le projet de 45 tours n'aboutira pas. Par la suite, Julie décide de rompre son contrat avec Carrère et de faire une pause afin de se retrouver musicalement. Elle accepte alors de lui céder les droits de toutes ses chansons précédentes. La sortie de l'album À force de toi clôt leur collaboration et s'appuie sur les succès de Julie depuis ses débuts.

### Julie devient Julie Pietri (1986-1994)

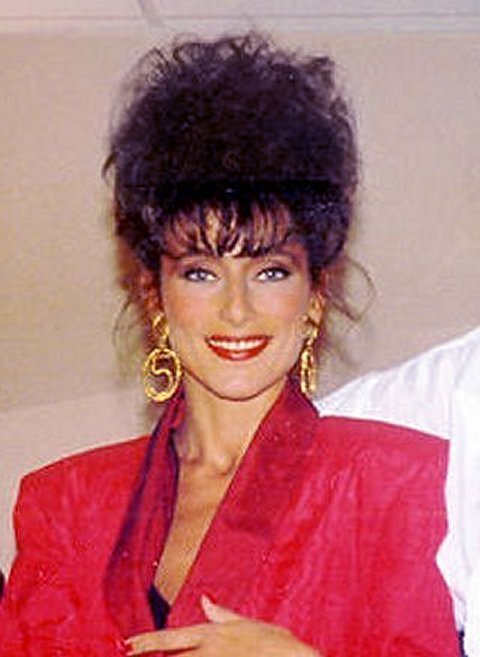
Julie Pietri, à l'apogée de sa carrière, en 1987.

Au printemps 1986, Julie revient sur le devant de la scène sous son nom complet, Julie Pietri, et va connaître au bout de quelques mois un succès considérable avec son nouveau titre Ève lève-toi. La chanson gagne la 1re place du Top 50 en novembre et reste classée durant plus de six mois. La chanteuse qui ne s'attendait pas à un tel succès est dès lors très médiatisée. L'engouement pour ce titre à la mélodie quelque peu arabisante dépasse les frontières françaises et incite Julie à enregistrer une version en anglais intitulée Listen to your heart. Dans le vidéoclip, elle dévoile au public son nouveau style plus affirmé en évoluant dans le décor du sud-est de la Tunisie.
Ève lève-toi est le premier extrait de son nouvel album Le Premier Jour  dont les textes, coécrits par la chanteuse, révèlent notamment ses racines orientales. En février 1987, la chanson Nuit sans issue accompagne la sortie de cet album composé par Vincent-Marie Bouvot, un jeune musicien découvert par Julie. Elle chante de nouveau sous le label CBS et se produit alors sur les scènes de l'Hexagone, de Belgique et de Suisse mais aussi d'outre-mer : à La Réunion, Tahiti, en Nouvelle-Calédonie… Quelques mois plus tard, Julie participe avec d'autres artistes à l'enregistrement d'une chanson en faveur des boat-people en Asie du Sud-Est : Dernier Matin d'Asie (classée 22e au Top 50). En décembre, la chanteuse donne une série de concerts à l'Olympia, en vedette principale, suivie d'une tournée à travers la France durant l'hiver. Elle chante à cette époque Nouvelle vie, le deuxième grand succès de l'album, classé durant quinze semaines au Top 50 (meilleure place : 31e), et reprend sur scène Non, je ne regrette rien d'Édith Piaf et La vie ne m'apprend rien de Daniel Balavoine.
En 1988, la vidéo des concerts à l'Olympia est commercialisée. À la fin de l'hiver, Julie Pietri tourne au Sri Lanka le vidéoclip du dernier extrait de son album, le slow Immortelle. Elle choisira de baptiser du nom de cette chanson le premier parfum de sa ligne de produits de beauté. Après le lancement de produits de soins, en septembre, Julie consacre la fin de l'année à la sélection et l'écriture de nouvelles chansons.
En avril 1989, après quelques mois d'absence, Julie Pietri fait son retour médiatique avec un nouveau look (chevelure rouge vif) et un nouvel album : La Légende des madones. Le son est dans l'ensemble plus rock que sur l'album précédent. Julie a fait appel au chanteur-compositeur Daran qui lui a réalisé deux des onze titres (Feeling en noir et Joh-Daï). Si les singles ne deviennent pas des tubes, l'album, lui, se hisse à la 39e place du Top Albums. Le premier extrait est intitulé Salammbô, chanson inspirée du personnage féminin oriental de Gustave Flaubert. Le vidéoclip est tourné au Portugal sous la direction de Léon Desclozeaux. Une première tournée démarre fin mai et une deuxième en plein été. À l'occasion du bicentenaire de la Révolution française, dont elle est la marraine, elle enregistre les chansons Alleluya sur l'affaire du collier et La Carmagnole pour l'album La Révolution Française par les chansons de la rue et du peuple (vendu au profit de Médecins sans frontières).
L'année 1990 sera marquée par la sortie du troisième extrait de l'album, Étrangère, la parution de photos sensuelles de la chanteuse dans le numéro de mai du magazine Lui ainsi qu'une grande tournée de plus de quarante haltes en France durant tout l'été. En 1991, elle quitte son producteur avec lequel elle a partagé la vie pendant une dizaine d'années.
Le 16 mars 1992, Julie Pietri donne naissance à Manon dont le père est musicien. En raison des difficultés rencontrées pour avoir un enfant et des problèmes de santé du nouveau-né, la chanteuse décide alors de mettre entre parenthèses sa carrière professionnelle. Cette pause va lui permettre de se consacrer pleinement à sa fille mais aussi de s'initier à la comédie, au Cours Florent, et d'entamer une longue psychanalyse, comme elle le confiera plus tard dans son autobiographie. Une compilation et une double compilation comprenant un titre inédit sortent la même année.

### Déclin des années 1990 et renaissance (1995-2002)
Sorti au printemps 1995, l'album Féminin singulière, arrangé par Jean-Pierre Pilot, apporte de nouvelles sonorités à quelques-unes de ses anciennes chansons revisitées. Il contient également de nouveaux titres signés Julie Pietri pour les textes et essentiellement François Bernheim pour les musiques. L'album connait un succès d'estime et la chanteuse se produit à Paris au Petit Journal Montparnasse puis au New Opus Café pour des rendez-vous acoustiques intimes avec son public.
En 1996, Julie Pietri reprend à nouveau un succès des Pretenders en l'adaptant en français : I'll Stand by You devient Je pense à nous. Durant l'été, elle est sollicitée par France 2 pour interpréter la ballade Canto di Sorenza avec le groupe Voce di Corsica (chœur polyphonique corse). Elle enregistre cette chanson destinée au générique du téléfilm Dans un grand vent de fleurs diffusé en septembre et octobre. Le titre se classera à la 36e place du Top 50.
En août 1997, Julie Pietri fait la couverture de Playboy et livre quelques photos d'elle légèrement dénudée. À la fin des années 1990, la chanteuse se fait discrète dans le paysage musical français. Sa notoriété lui permet toutefois d'être la vedette de divers galas ou l'invitée de discothèques. Parallèlement, elle va se consacrer à un autre domaine qu'elle affectionne en devenant, à l'instar de son ancienne ligne de maquillage, ambassadrice de Dermolifteur, une marque de produits de beauté.
Début juin 2000, à l'approche de la Gay Pride de Paris, Julie Pietri enregistre une version dance d'Ève lève-toi en exclusivité pour l'album-compilation Paris Pride 2000. Un best of intitulé Ève lève-toi sort la même année. La chanteuse renoue avec le public parisien lors d'un concert au théâtre de Boulogne-Billancourt en février 2001. De nouveau, elle se produit sur les scènes de province lors de tournées estivales et participe à de nombreuses émissions télévisées (Tubes d'un jour, tubes de toujours, La chanson no 1, Les vainqueurs de l'année, Absolument 80…). En 2002, Julie Pietri est consacrée « égérie des années 1980 » lors d'un sondage NRJ/Chérie FM. Elle enregistre durant sa tournée estivale un duo marquant ses retrouvailles avec Herbert Léonard : Orient Express.

### Retour gagnantet nouveaux albums (2003-2010)

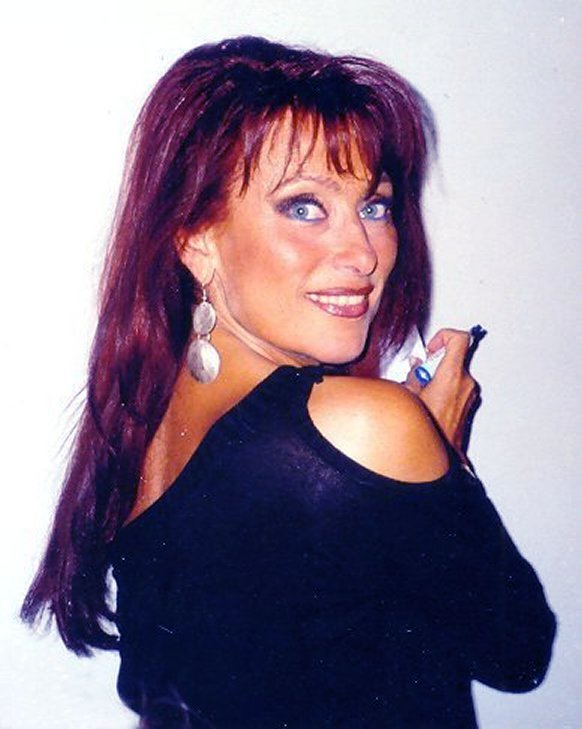
En mai 2003, Julie Pietri sort victorieuse de l'émission Retour Gagnant.

L'émission télévisée Retour gagnant, le 23 mai 2003, donne un coup de pouce à la carrière de Julie Pietri. Plébiscitée par les téléspectateurs pour son interprétation de Vivre pour le meilleur de Johnny Hallyday, elle remporte ce concours de chansons organisé par TF1. La chanteuse se produit alors sur la scène de l'Olympia lors du festival de la Rose d'Or. Début septembre, elle livre son album  Lumières regroupant les succès d'hier, des reprises telles que Lettre à France ou Ils s'aiment, et de nouvelles chansons. Le disque, paru chez Sony Music, se vendra à plus de 50 000 exemplaires.
Fruit de Retour gagnant, un single intitulé Si on parlait de ma vie sort en février 2004 chez Universal et se classe 43e au Top 50,. Essaï Altounian en signe la musique et collabore avec la chanteuse pour l'écriture du texte. Ce dernier évoque les aléas de la vie d'artiste de Julie Pietri et sa relation avec le public. Les arrangements rock symphoniques sont, quant à eux, écrits et enregistrés avec l'orchestre philharmonique de Budapest par Carolin Petit. De nouveau à l'Olympia, Julie interprète ce titre lors de l'édition 2004 de la Rose d'Or.
Début 2005, Julie Pietri participe à l'enregistrement du titre La terre est en colère, chanson collective à l'initiative de CARE France, en aide aux victimes du tsunami du 26 décembre 2004 dans l'océan Indien. En partenariat avec le magazine Ici Paris, elle effectue sa tournée estivale à travers la France.
En janvier 2006, un DVD collector de l'Olympia de 1987 est commercialisé avec en bonus quatre vidéoclips et une interview-reportage sur l’artiste tournée quelques mois plus tôt. À cette période, elle donne notamment un concert au casino d'Aix-en-Provence au profit des enfants atteints d'infirmité motrice cérébrale. En mars, Julie se produit durant trois soirs au Duc des lombards, club de jazz renommé du quartier des Halles à Paris. Le style musical de son répertoire est alors volontairement orienté vers une ambiance plus jazzy. Dans son tour de chant, Julie choisit d'interpréter notamment un standard de Nat King Cole intitulé L-O-V-E.
En 2007, le DVD collector est complété par une version CD + DVD bonus. En mai et juin, Julie Pietri enregistre les chansons de son nouvel album baptisé Autour de minuit. Pour la réalisation de ce disque, elle s'entoure d'une nouvelle équipe artistique et travaille sur un concept mélangeant des sonorités jazzy à de grandes chansons de variété française telles que Les Mots bleus, Évidemment ou encore La Belle Vie. Début novembre, Julie présente son nouveau tour de chant jazzy à Paris à la Scène Bastille, durant deux soirs, puis au Bataclan pour un unique concert lors duquel elle s'entoure d'une vingtaine de musiciens (cordes, cuivres, piano, chœurs…) dont le Music Art Orchestra. À l'issue de chacun des concerts, une édition collector de son nouvel album (limitée à 1 000 exemplaires) avec livret photos est mise en vente auprès du public.
En mars 2008, l'album Autour de minuit est disponible sur la plupart des plates-formes de téléchargement légal puis il sort dans le commerce en mai. Parallèlement, Julie Pietri fait ses premiers pas de comédienne dans Pas de secrets entre nous. Durant le printemps, la chanteuse tourne un ensemble d'épisodes en tant que guest star de cette série télévisée diffusée sur M6 entre le 30 juin et le 8 octobre 2008. Début décembre, soit un an après le concert du Bataclan, est commercialisé un DVD du spectacle intitulé Julie Pietri et le Music Art Orchestra : Live au Bataclan.
Début 2009, le DVD du Bataclan est complété par un coffret CD/DVD en édition limitée comprenant le DVD, l'album CD Autour de minuit ainsi qu'un mini CD live du concert. Le 28 mai, Julie Pietri se produit à nouveau sur une scène parisienne, l'Alhambra, avec un tour de chant renouvelé. Accompagnée de ses musiciens et d'un groupe de gospel, elle célèbre alors ses trente ans de carrière.
Le 1er octobre 2009, Julie Pietri publie Fille du silence, son premier ouvrage, aux éditions Michel Lafon. Dans ce livre autobiographique, la chanteuse parle notamment de son enfance marquée par la guerre d’Algérie, de son rapport à sa mère, de sa carrière interrompue en partie pour sa fille Manon et des rencontres qui ont jalonné sa vie,. Le choix du titre Fille du silence provient essentiellement du mutisme dans lequel s'enfermait fréquemment Julie Pietri durant son enfance et de sa volonté jusque-là de ne pas parler en détail de sa vie privée. Durant les mois qui suivent, elle est présente sur différents salons du livre en France ou dans de nombreuses galeries marchandes où elle dédicace son livre témoignage.

### Les annéesÂge tendreetStars 80(2011-2019)
Début janvier 2011, sur le plateau de l'émission de France 2 Champs-Élysées, Julie Pietri chante Ève lève-toi en duo avec Christophe Willem qui a, pour l'événement, réorchestré le titre. Les 17 et 18 janvier 2011, Julie Pietri est de retour sur la scène de l'Olympia à l'occasion de sa participation au spectacle Otis & James : les Rois de la Soul. Aux côtés de Manu Dibango, Joniece Jamison, Michel Jonasz, Gilbert Montagné, Quentin Mosimann et Ahmed Mouici, la chanteuse rend hommage à Otis Redding et James Brown. En mars, Julie Pietri rejoint la tournée Âge tendre, la tournée des idoles. Elle participe à la 6e édition qui compte plus de cinquante dates dont une étape au Québec.
En janvier 2012, Julie Pietri retrouve Herbert Léonard pour chanter Amoureux fous, tube de l'été 1983, sur le plateau de l'émission de M6 Années 1980 : le retour. Par la suite, les deux artistes annoncent qu'ils décident de reformer leur duo pour interpréter leurs plus grands succès lors d'une tournée 2012-2013. En avril, Julie part au Liban afin de participer au concert Les années bonheur donné à Beyrouth à l'initiative de l'ambassade de France. Début novembre, elle participe également à la croisière organisée par Âge tendre, la tournée des idoles une fois par an à bord du MSC Fantasia. À la mi-novembre, la chanteuse redevient comédienne comme en 2008 et rejoint l'équipe de Dreams : 1 Rêve 2 Vies, série télévisée d’access prime-time de NRJ 12. Le tournage de ce feuilleton, produit par JLA, a en effet lieu durant l'automne sur l’île de Saint-Martin, aux Antilles.
À partir de mars 2013, Julie Pietri participe à nouveau à la tournée Âge tendre, la tournée des idoles (8e édition). Elle poursuit également ses concerts à travers la France en solo ou en duo avec Herbert Léonard. Fin mai, la chanteuse reçoit du site internet Buzz Land le trophée « Come-back de l'année 2013 » grâce aux votes des internautes. À partir de juin, elle apparait ponctuellement dans la tournée Stars 80 (concerts à Lille, Montbéliard, Nancy, Paris Bercy et Compiègne).

Le 6 janvier 2014 démarre sur NRJ 12 la diffusion de la série télévisée Dreams : 1 Rêve 2 Vies dans laquelle Julie Pietri tient le rôle d'une directrice de communication prête à tout pour la réussite de sa fille. Quatre jours après, la chanteuse monte sur la scène du Casino de Paris en compagnie de Pascal Danel, à l'occasion de son concert hommage à Gilbert Bécaud. En mars 2014, elle participe pour la troisième fois à la croisière Âge Tendre. Durant le printemps et l'été, Julie poursuit ses participations ponctuelles à Stars 80 (concerts à l'île Maurice, La Réunion et Brignoles) avant d'intégrer complètement la nouvelle tournée Stars 80 - L'origine qui démarre en octobre. 

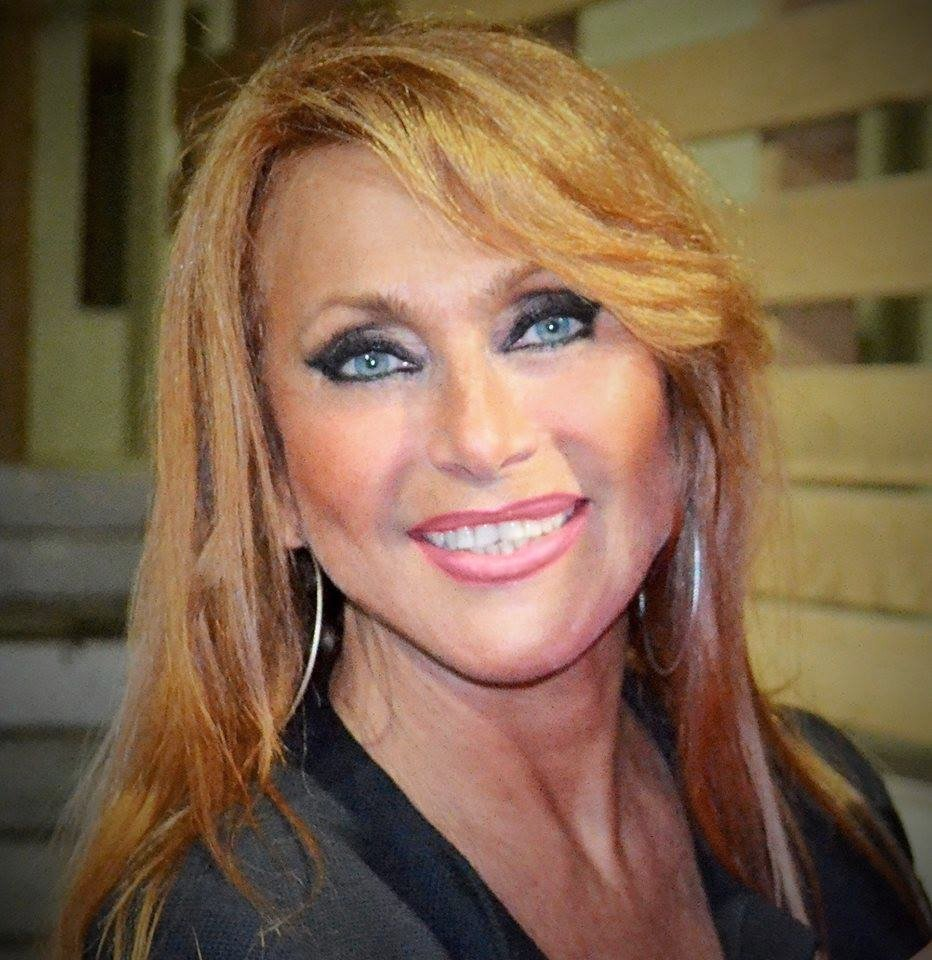
En 2014, Julie Pietri intègre la tournée Stars 80.

La chanteuse sort en novembre le double album L'Amour est en vie, sous-titré De Julie à Julie Pietri. Il s'agit d'une anthologie comprenant 35 chansons dont quelques inédits, notamment le nouveau single L’Amour est en vie (réalisé par Vincent-Marie Bouvot, le compositeur d'Ève lève-toi), ainsi que le DVD du concert de 2007 au Bataclan.
En mars 2015, afin de promouvoir son nouveau single L'Amour est en vie par la réalisation d'un vidéoclip de qualité, Julie Pietri lance un appel à son public afin de l'aider à financer celui-ci. Le projet est déposé sur Ulule, un site leader européen de financement participatif. Le clip sera finalement dévoilé au public début septembre. Durant le mois d'avril, Julie coprésente avec Jean-Pierre Pasqualini la rediffusion d'émissions de variétés des années 1980 sur la chaîne de télévision Melody. Parallèlement, la chanteuse se produit sur la scène de la tournée Stars 80 - L'origine qui redémarre après une pause hivernale et part à la rencontre de nouvelles villes dont une halte au Stade de France, le 9 mai. Un nouveau pressage de la compilation de 2014 est alors commercialisé avec une nouvelle pochette, trois chansons supplémentaires et un changement de titre : L'Essentiel.
En septembre 2016 sont commercialisés deux remixes du single L'Amour est en vie, réalisés par le DJ israélien Guy Scheiman. Le 27 octobre, Julie Pietri participe au défilé d'inauguration du 22e salon du chocolat à Paris, vêtue d'une robe confectionnée par un styliste et un chocolatier. Aux côtés notamment d'Anaïs Delva, Flora Coquerel, Delphine Wespiser, Alex Goude et Jean-Marc Généreux, elle soutient les actions de l'association Mécénat Chirurgie Cardiaque. Du 4 novembre 2016 jusqu'au 22 décembre 2017, elle repart sur les routes de France au sein de la tournée Stars 80, 10 ans déjà !
Le 1er décembre 2017 parait un double album live anniversaire de la 10e tournée Stars 80 dans laquelle Julie Pietri interprète notamment Magdalena, Ève lève-toi et Étienne de Guesch Patti. Le lendemain, elle se produit pour la première fois avec la troupe dans la nouvelle salle de Paris La Défense Arena.
En novembre 2018, elle repart en tournée avec Stars 80 & Friends - Triomphe. Le 6 avril 2019, lors de la 19e cérémonie officielle des Murex d'or, à Beyrouth, Julie Pietri reçoit un Murex d'honneur pour l'étendue de sa carrière, sous les caméras de MTV Liban.

### AlbumOrigamiet tournées (depuis 2020)
En janvier 2020, Julie Pietri entame une participation à la tournée Best Of 80 avec une première date au Dôme de Paris - Palais des Sports. Début juillet, elle propose sur les plateformes numériques une nouvelle version de Salammbô (le single phare de son album de 1989 La Légende des madones) accompagnée de trois remixes.
Le 28 avril 2022, la chanteuse fait un retour médiatique avec un nouveau single, Les Hommes qui pleurent, accompagné d'un clip. Il est suivi d'un nouvel album de chansons 100 % inédites intitulé Origami qui paraît le 3 juin.
Le 29 février 2024, Julie Pietri revient avec un nouveau single, À quel âge ?, en duo avec Anne Sila. Ce dernier est l'un des trois inédits inclus dans l'édition deluxe de son album Origami qui paraît le 8 mars sous la forme d'un double vinyle picture-disc mais également sur les plateformes numériques. Les deux autres inédits sont Du haut des buildings et Femmes du sud (en duo avec Lio).
En mars 2025, elle s'associe à Klaude et sort le single Garçon Caresse, dialogue tendre entre une mère et son fils qui lui déclare son homosexualité.

### Vie privée
Julie Pietri a eu pour compagnon le musicien Yann Cortella avec lequel elle a une fille, Manon Cortella-Pietri, née en 1992,.
Début mars 2023, la chanteuse révèle sur ses réseaux sociaux être atteinte d'un cancer de l'endomètre qui devra être traité. L'information est ensuite relayée par les médias.

## Discographie

### Albums studio
- 1980 : Julie
- 1985 : À force de toi
- 1987 : Le Premier Jour
- 1989 : La Légende des madones (39e au Top Albums)[52]
- 1995 : Féminin singulière (23e au Top Compilations)[52]
- 2003 : Lumières (72e au Top Albums)[52]
- 2007 : Autour de minuit[53]
- 2022 : Origami (99e au Top Albums)[54]
- 2024 : Origami (édition Deluxe)[55]

### Albums live
- 2007 : Julie Pietri à l'Olympia (CD + DVD bonus)
- 2009 : Autour de minuit, l'intégrale (coffret double CD + DVD - édition limitée)
- 2011 : Âge tendre, la tournée des idoles - Volume 6 (avec les titres Magdalena et Ève lève-toi)
- 2017 :  Stars 80, l'album anniversaire (avec notamment les titres Magdalena, Ève lève-toi et Étienne de Guesch Patti)

### Principales compilations
- 1992 : Collection Or Julie Pietri et Double Collection Or Julie Pietri
- 1995 : Gold Julie Pietri (réédition Collection Or Julie Pietri)
- 1997 : Gold Julie Pietri (réédition Collection Or Julie Pietri)
- 2000 :  Ève lève-toi
- 2001 : Les indispensables de Julie Pietri (réédition Collection Or Julie Pietri)
- 2014 : L'Amour est en vie
- 2015 : L'Essentiel

### Singles
- 1975 : On s'est laissé faire / Rien qu'un jour (avec le groupe Transit)
- 1979 : Magdalena
- 1980 : Merci
- 1980 : J'me maquille blues / J'ai envie d'être à vous
- 1981 : Let's fall in love / Cœur sauvage
- 1982 : Je veux croire
- 1982 :  Et c'est comme si
- 1983 : Amoureux fous (en duo avec Herbert Léonard)
- 1984 : Ma délivrance
- 1984 : Dernier appel
- 1984 : Tora Tora Tora
- 1985 : À force de toi
- 1986 : Ève lève-toi
- 1986 : Listen to your heart (version anglaise d'Ève lève-toi)
- 1987 : Nuit sans issue
- 1987 : Nouvelle vie
- 1988 : Immortelle
- 1989 : Salammbô
- 1989 : Priez pour elle
- 1990 : Étrangère
- 1994 : Devinez-moi
- 1996 : Je pense à nous
- 1996 : Canto di Sorenza (avec Voce di Corsica, Jackie Micaelli et Marie-Ange Geronimi)
- 2003 : Orient Express  (en duo avec Herbert Léonard)
- 2004 : Si on parlait de ma vie (titre n°2 : Vivre pour le meilleur)
- 2007 : Des heures hindoues (single promo)
- 2008 : Juste quelqu'un de bien (single promo)
- 2008 : Évidemment (single promo)
- 2010 : Ève lève-toi - Remixes (3 remixes réalisés par Stephan Evans)[56]
- 2014 : L'amour est en vie[56]
- 2016 : L'amour est en vie - remixes (single + 2 remixes réalisés par Guy Scheiman)[56]
- 2020 : Salammbô - version 2020 (single + 3 remixes)[57]
- 2022 : Les Hommes Qui Pleurent
- 2023 : Les Signes Indiens
- 2024 : À quel âge ? (en duo avec Anne Sila)

### Participations
- 1980 : La fête populaire, Méditation et Chanson d'au revoir, titres enregistrés pour l'album La Misa Campesina du Nicaragua de Gérard Palaprat[58] (adaptation française de l'œuvre de Carlos Mejía Godoy)
- 1985 : La chanson de la vie, single enregistré avec un groupe de vingt-quatre chanteuses pour l'association caritative CARE France au profit des femmes du Sahel[17]
- 1987 : Dernier matin d'Asie, single collectif enregistré en faveur des boat-people en Asie du Sud-Est (sous le nom Sampan)
- 1989 : Alleluya sur l'affaire du collier et La Carmagnole, titres enregistrés pour l'album La Révolution Française (par les chansons de la rue et du peuple)[59]
- 1996 : Canto di Sorenza, titre figurant sur l'album Dans un grand vent de fleurs (bande originale du téléfilm du même nom)
- 2000 : Ève lève-toi, version dance enregistrée spécialement pour l'album-compilation Paris Pride 2000
- 2002 : Orient Express et Sur tes lèvres, titres enregistrés en duo avec Herbert Léonard pour son album Aimer une femme
- 2003 : Vivre pour le meilleur de Johnny Hallyday, reprise enregistrée pour l'album Retour gagnant
- 2005 : La terre est en colère, chanson collective enregistrée pour CARE France en aide aux victimes du tsunami du 26 décembre 2004 dans l'océan Indien[60]
- 2025 : Garçon caresse, en featuring du single de Klaude[61]

## Vidéographie
- 1988 : Julie Pietri en concert (cassette VHS Olympia 1987)
- 2006 : Julie Pietri à l'Olympia (DVD)
- 2008 : Julie Pietri et le Music Art Orchestra : Live au Bataclan (DVD)
- 2009 : Autour de minuit, l'intégrale (coffret double CD + DVD - édition limitée)
- 2011 : Âge tendre, la tournée des idoles - Volume 6 (avec les titres Magdalena et Ève lève-toi)
- 2014 : L'Amour est en vie (coffret double CD + DVD)
- 2015 : L'Essentiel (coffret double CD + DVD)

## Filmographie
- 2008 : Pas de secrets entre nous, série télévisée sur M6. Julie Pietri y joue son propre rôle de chanteuse mais le scénario est très fictif.
- 2014 : Dreams : 1 Rêve 2 Vies, série télévisée sur NRJ 12 : personnage d'Anouk Pontier.
- 2016 : Comprendre et pardonner, série télévisée sur 6ter (saison 1 - épisode 37).

## Animation audiovisuelle
- 1985 : animatrice d'une rubrique hebdomadaire sur le maquillage dans l'émission C'est encore mieux l'après-midi, présentée par Christophe Dechavanne sur Antenne 2.
- 2015 : co-animatrice avec Jean-Pierre Pasqualini sur Melody : présentation d'émissions de variétés des années 1980 durant le mois d'avril.

## Publication
- Julie Pietri, en collaboration avec Isabelle Gaudon, Fille du silence, Neuilly-sur-Seine, Éditions Michel Lafon, 2009, 210 p. (ISBN 978-2-7499-1034-5).

## Hommage
Une rose est baptisée du nom de Julie Pietri en 2018.